# Stanhope (Durham)
Stanhope è un villaggio dell'Inghilterra, appartenente alla contea del Durham. La parrocchia civile comprende Bollihope, Bridge End, Brotherlee, Copthill, Cornriggs, Cowshill, Crawleyside, Daddry Shield, East Blackdene, Eastgate, Frosterley, Hill End, Ireshopeburn, Killhope, Lanehead, Lintzgarth, New House, Rookhope, Shittlehope, St John's Chapel, Unthank, Wearhead, West Blackdene, Westgate e White Kirkley.